# Joel Abu Hanna
Joel Abu Hanna (in arabo چويل أبو حنا‎?, in ebraico ג'ואל אבו חנא‎?; Troisdorf, 22 gennaio 1998) è un calciatore tedesco naturalizzato israeliano, difensore del Levadeiakos.

## Biografia
Joel Abu Hanna nasce in Germania da padre arabo-israeliano e madre tedesca.

## Carriera

### Club
Nella stagione 2017-2018 ha giocato 11 partite nella seconda divisione tedesca con il Kaiserslautern; tra il 2019 ed il 2021 ha giocato nella prima divisione ucraina con lo Zorja, con cui, turni preliminari inclusi, ha anche giocato in totale 11 partite in Europa League. Nell'estate del 2021 si trasferisce al Legia Varsavia, club della prima divisione polacca.

### Nazionale
Nel 2020 ha esordito nella nazionale israeliana.

## Statistiche

### Cronologia presenze e reti in nazionale
| Cronologia completa delle presenze e delle reti in nazionale ― Israele | Cronologia completa delle presenze e delle reti in nazionale ― Israele | Cronologia completa delle presenze e delle reti in nazionale ― Israele | Cronologia completa delle presenze e delle reti in nazionale ― Israele | Cronologia completa delle presenze e delle reti in nazionale ― Israele | Cronologia completa delle presenze e delle reti in nazionale ― Israele | Cronologia completa delle presenze e delle reti in nazionale ― Israele | Cronologia completa delle presenze e delle reti in nazionale ― Israele |
| Data                                                                   | Città                                                                  | In casa                                                                | Risultato                                                              | Ospiti                                                                 | Competizione                                                           | Reti                                                                   | Note                                                                   |
| ---------------------------------------------------------------------- | ---------------------------------------------------------------------- | ---------------------------------------------------------------------- | ---------------------------------------------------------------------- | ---------------------------------------------------------------------- | ---------------------------------------------------------------------- | ---------------------------------------------------------------------- | ---------------------------------------------------------------------- |
| 11-10-2020                                                             | Haifa                                                                  | Israele                                                                | 1 – 2                                                                  | Rep. Ceca                                                              | UEFA Nations League 2020-2021 - 1º turno                               | -                                                                      | 46’                                                                    |
| 25-3-2021                                                              | Tel Aviv                                                               | Israele                                                                | 0 – 2                                                                  | Danimarca                                                              | Qual. Mondiali 2022                                                    | -                                                                      | 46’                                                                    |
| 31-3-2021                                                              | Chișinău                                                               | Moldavia                                                               | 1 – 4                                                                  | Israele                                                                | Qual. Mondiali 2022                                                    | -                                                                      | 70’                                                                    |
| 5-6-2021                                                               | Podgorica                                                              | Montenegro                                                             | 1 – 3                                                                  | Israele                                                                | Amichevole                                                             | -                                                                      |                                                                        |
| 9-6-2021                                                               | Lisbona                                                                | Portogallo                                                             | 4 – 0                                                                  | Israele                                                                | Amichevole                                                             | -                                                                      | 46’                                                                    |
| 12-10-2021                                                             | Be'er Sheva                                                            | Israele                                                                | 2 – 1                                                                  | Moldavia                                                               | Qual. Mondiali 2022                                                    | -                                                                      | 46’                                                                    |
| Totale                                                                 |                                                                        | Presenze                                                               | 6                                                                      |                                                                        | Reti                                                                   | 0                                                                      |                                                                        |